# St. Antonius von Padua (Bad Wünnenberg)

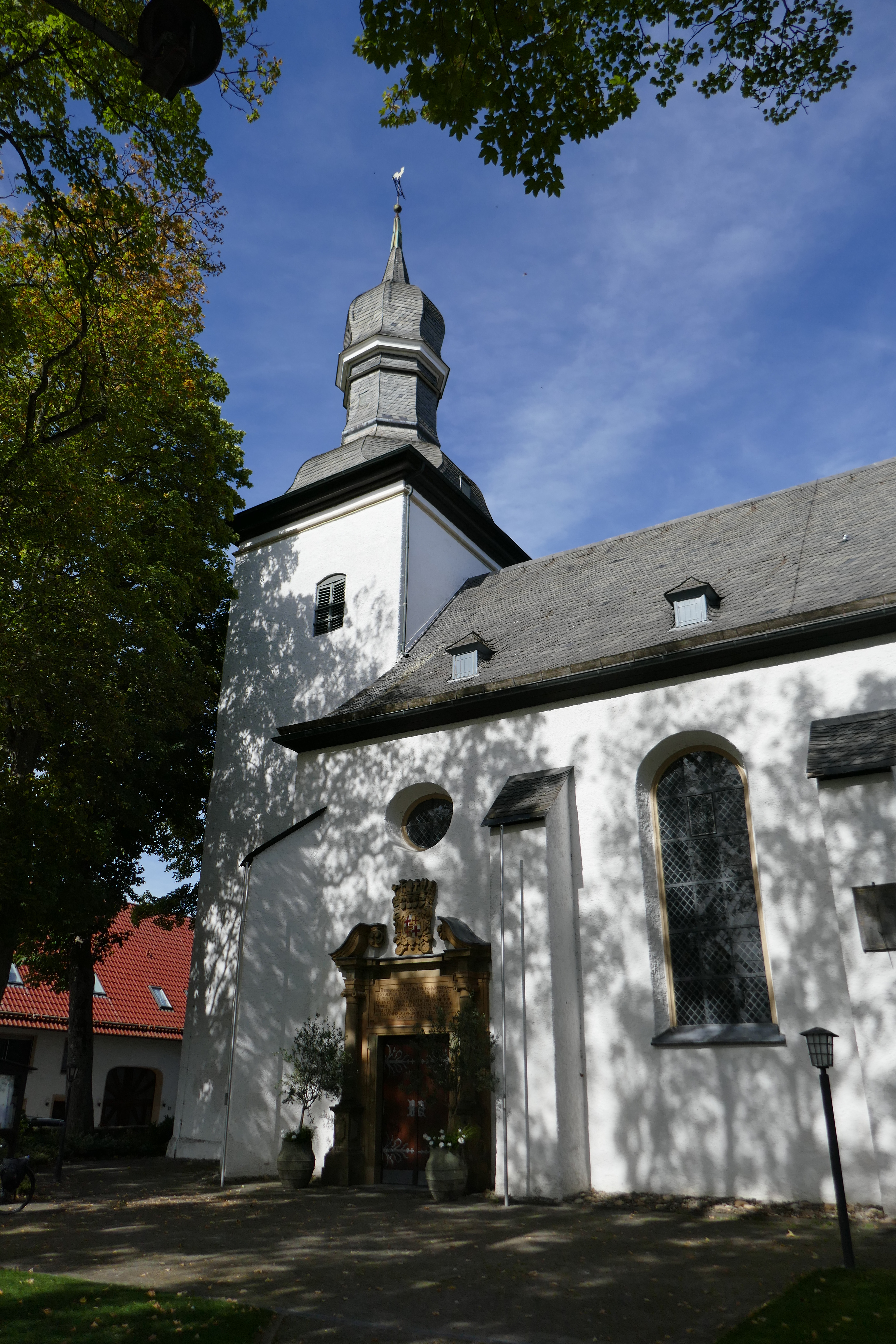
St. Antonius von Padua in Bad Wünnenberg

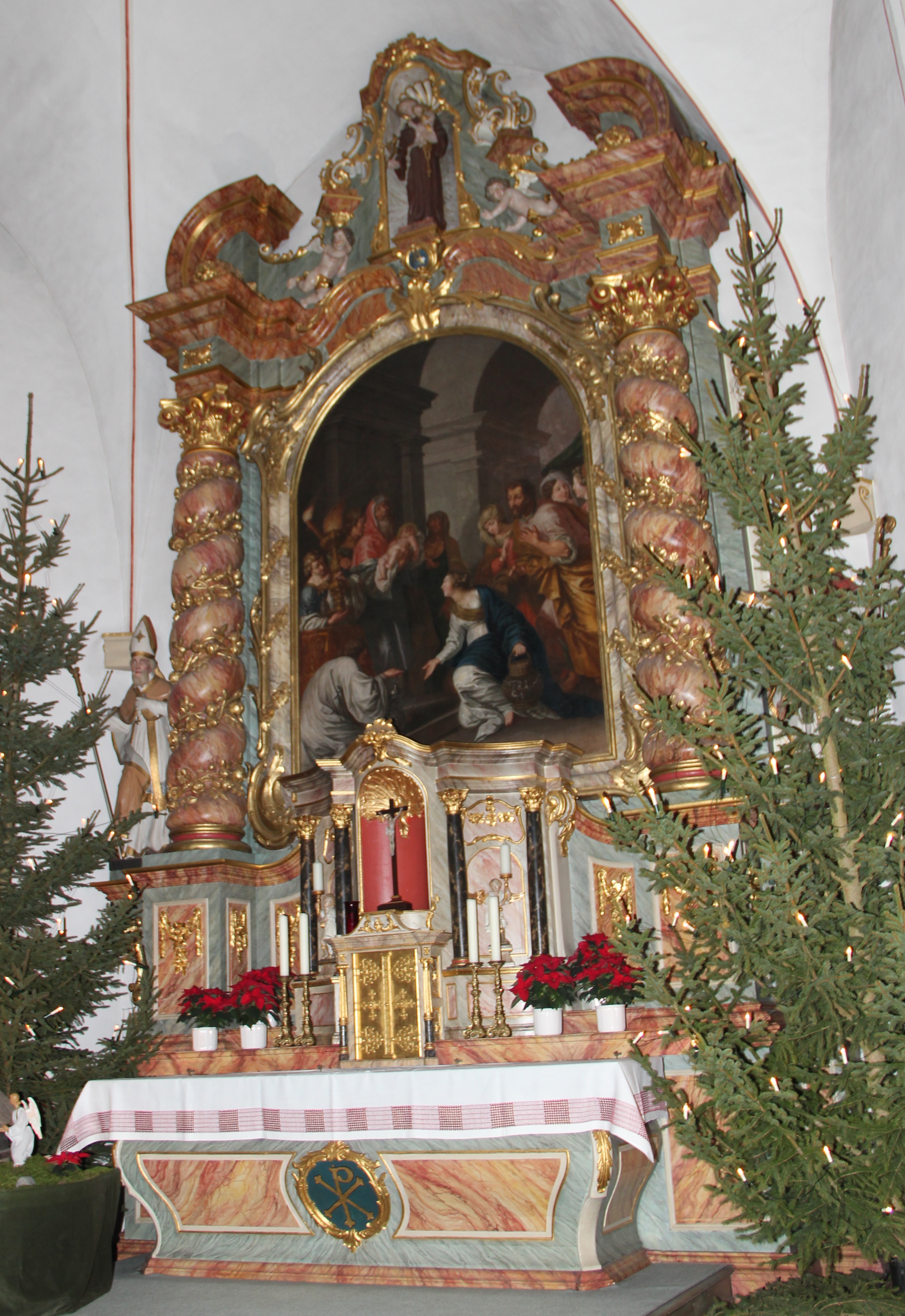
Hochaltar der Sankt-Antonius-Kirche in Bad Wünnenberg

Die katholische Pfarrkirche St. Antonius ist ein denkmalgeschütztes Kirchengebäude in Bad Wünnenberg, einer Stadt im Kreis Paderborn (Nordrhein-Westfalen).

## Geschichte und Architektur

### Vorgeschichte

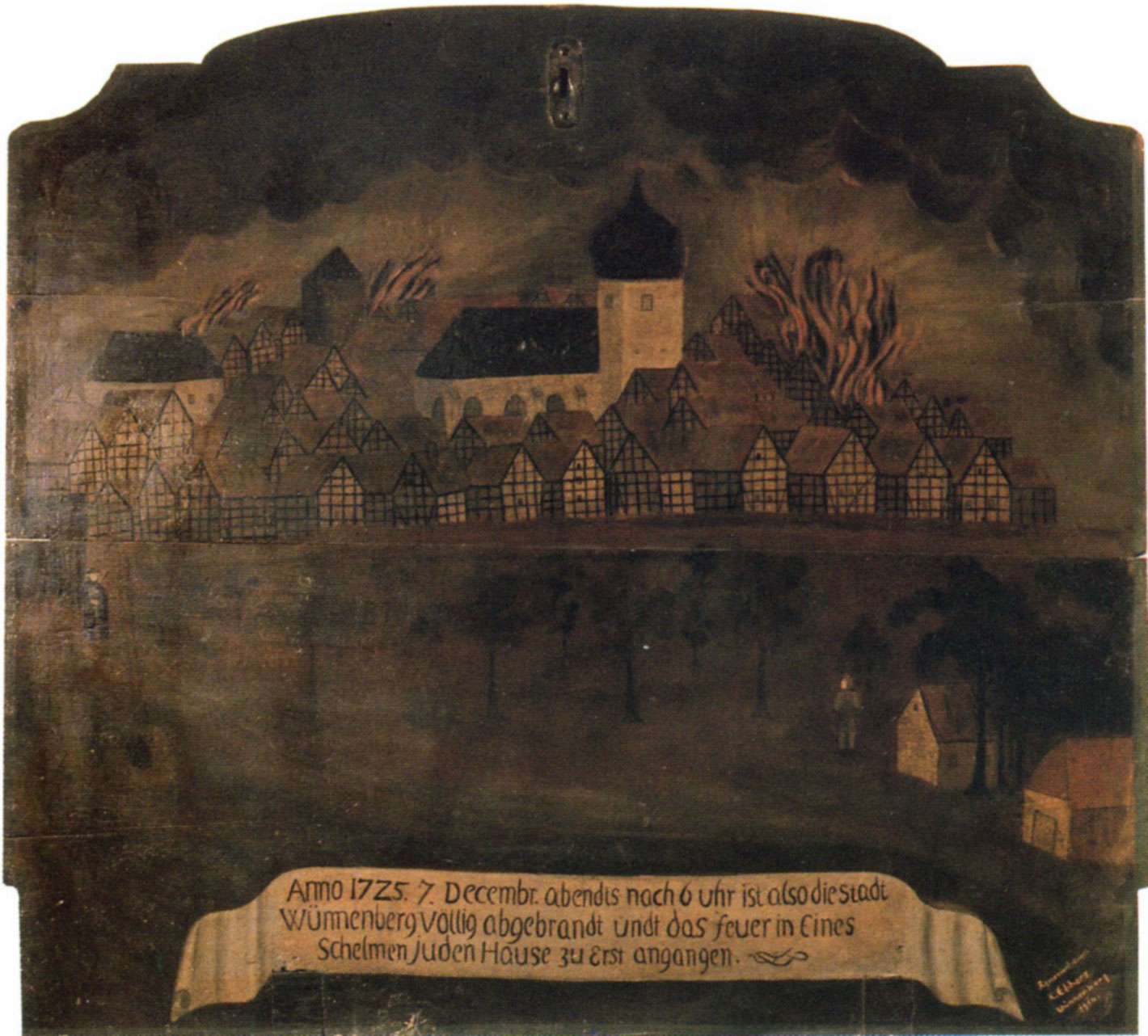
Kirche nach einem Brand

Die Vorgängerkirche, wohl eine Fachwerkkirche, brannte im Jahr 1677 mit der Stadt nieder.
Die Gemeinde wurde wohl in der Zeit zwischen 850 und 900 errichtet. Zu dieser Zeit holte der Hl. Meinolf die Reliquien des Hl. Liborius von Le Mans nach Paderborn und die Bevölkerung begann, sich taufen zu lassen. Urkundlich erwähnt allerdings wurde eine Vorgängerkirche erst 1182. Sie stand nicht an dieser Stelle, sondern in Eddinghausen. Sie war dem Patrozinium der unbefleckten Empfängnis Mariens und den Aposteln Judas und Simon unterstellt. Die Trümmerreste sind erhalten. Um 1300 musste Eddinghausen seine Kirche aufgeben und wurde der Stadt Wünnenberg zugeordnet.

## Heutige Kirche
Der verputzte Saalbau von drei Jochen, mit dreiseitig geschlossenem Chor, steht in der Oberstadt. Er wurde von 1678 bis 1679 aus Bruchstein, der in der Farbe Weiß verputzt wurde, errichtet. Der Westturm mit hoher, geschweifter Haube ist vorgestellt. Die Kirche ist mit einem Kreuz und einem Wetterhahn bekrönt. Eine Sakristei wurde 1929 angebaut. Die Kirche wurde 1977 nach Norden erweitert, es wurde ein zum Altar geöffneter Anbau errichtet. Auf der Südseite ist ein Säulenportal aus Sandstein eingelassen, es trägt die Bezeichnung 1678 und ein Wappen des Paderborner Fürstbischofs von Fürstenberg. Eine an einen Stadtbrand erinnernde Inschrift ist ebenfalls angebracht. Die übersetzte Inschrift lautet: Gott . dem Allmächtigen – dem Allerhöchsten – Geheiligt – Ferdinand, von Gottes Gnaden Bischof von Paderborn, Koadjutor von Münster, des Heiligen Römischen Reiches Fürst, Herzog von Pyrmont und Freiherr von Fürstenberg, hat, der Wohltaten eingedenk, diese Kirche dem hl. Antonius von Padua, dem Bekenner, da die alte Kirche durch eine plötzliche Feuersbrunst zugleich mit der ganzen Stadt verheert war, von Grund auf erbaut. Anno M DC LXXVIII = 1678. Über dem Portal ist ein Rundbogenfenster eingelassen. Die Kreuzgratgewölbe im Innenraum ruhen auf flachen Wandvorlagen, die Schlusssteine tragen die Wappen der Familie von Fürstenberg. Die Wände des Altbaus sind durch Rundbogenfenster gegliedert, im Neubau sind es Künstlerfenster mit Darstellungen aus dem Leben des Hl. Antonius von Padua.

## Ausstattung
- Das Gemälde in einem holzgeschnitzten Rahmen von 1680 im neubarocken Hochaltar von 1934 zeigt die Darbringung im Tempel, es ist Johann Georg Rudolphi zugeschrieben.
- Eine reich beschnitzte ehemalige Kommunionbank ist mit 1724 bezeichnet, sie ist in die vordere Betbank integriert.
- Die Holzfiguren der Heiligen Bonifatius, Liborius und Antonius entstanden in der Zeit um 1720.
- Die ältesten Pfeifen der Orgel stammen aus der Zeit um 1678.
- Der bemerkenswerte Taufstein ist vom 18. Jahrhundert.
- Die Strahlenmadonna kommt wohl ursprünglich vom Kloster Dalheim, sie wurde nach dem Zweiten Weltkrieg in der Kirche aufgestellt.
- Die Sonnenuhr von 1720 zeigt die Tagesstunde und die Jahreszeit an. Die auf einer Schieferplatte kunstvoll gefertigte Arbeit trägt die Inschrift: A solis ortu usque ad occasum laudabile nomen domini (Vom Aufgang der Sonne bis zu ihrem Niedergang sei gelobt der Name des Herrn!)[4]
- Fünf Bronzeglocken der Tonfolge c'-es'-f'-as'-b'. Die Glocken II und III wurden 1946 in Briloner Sonderbronze gegossen. Glocke I entstand 1947 in Briloner Sonderbronze. Glocke IV wurde 1922 von Heinrich Humpert in Brilon gegossen und 1962 lieferten Petit & Edelbrock die Glocke V.

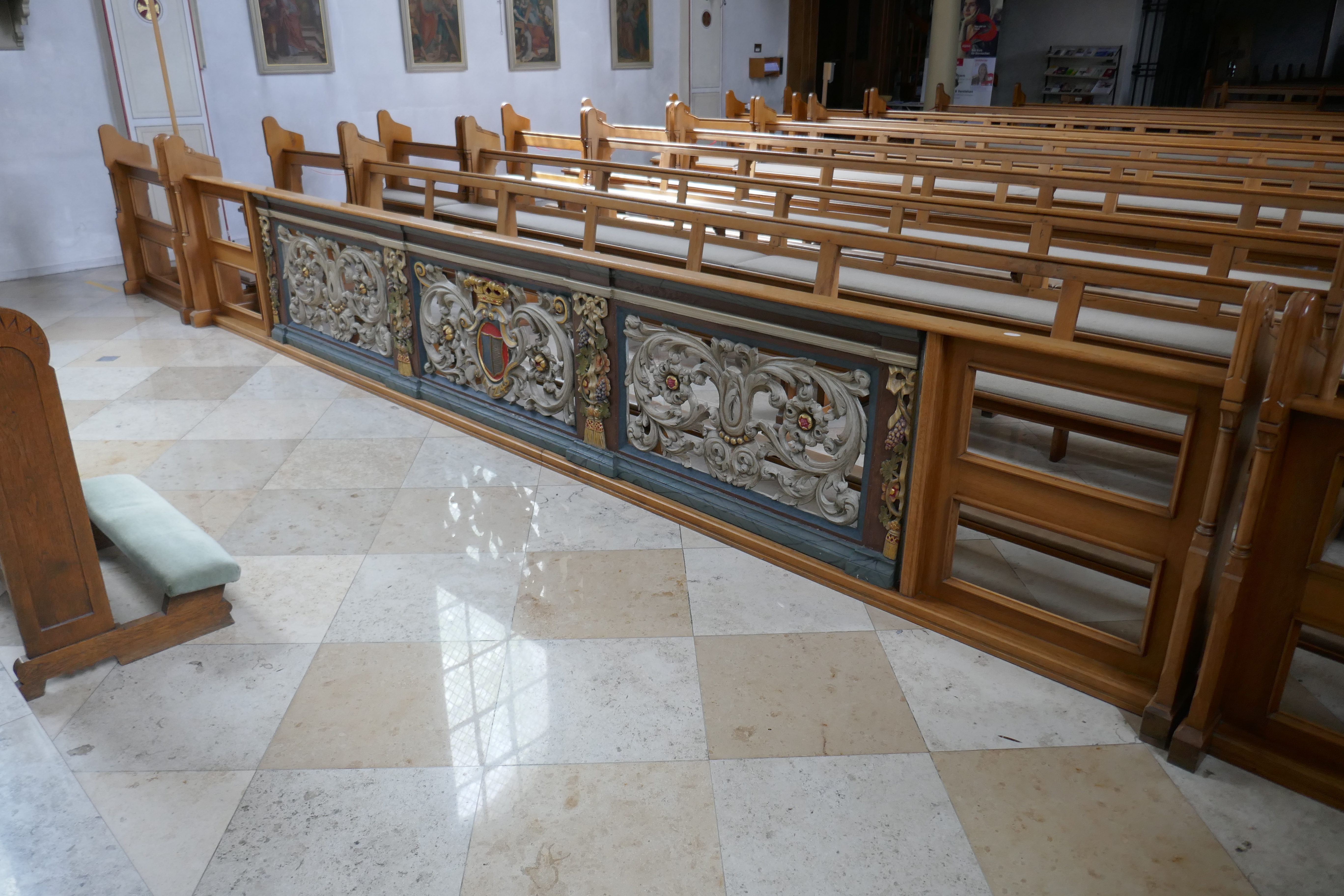
Ehemalige Kommunionbank
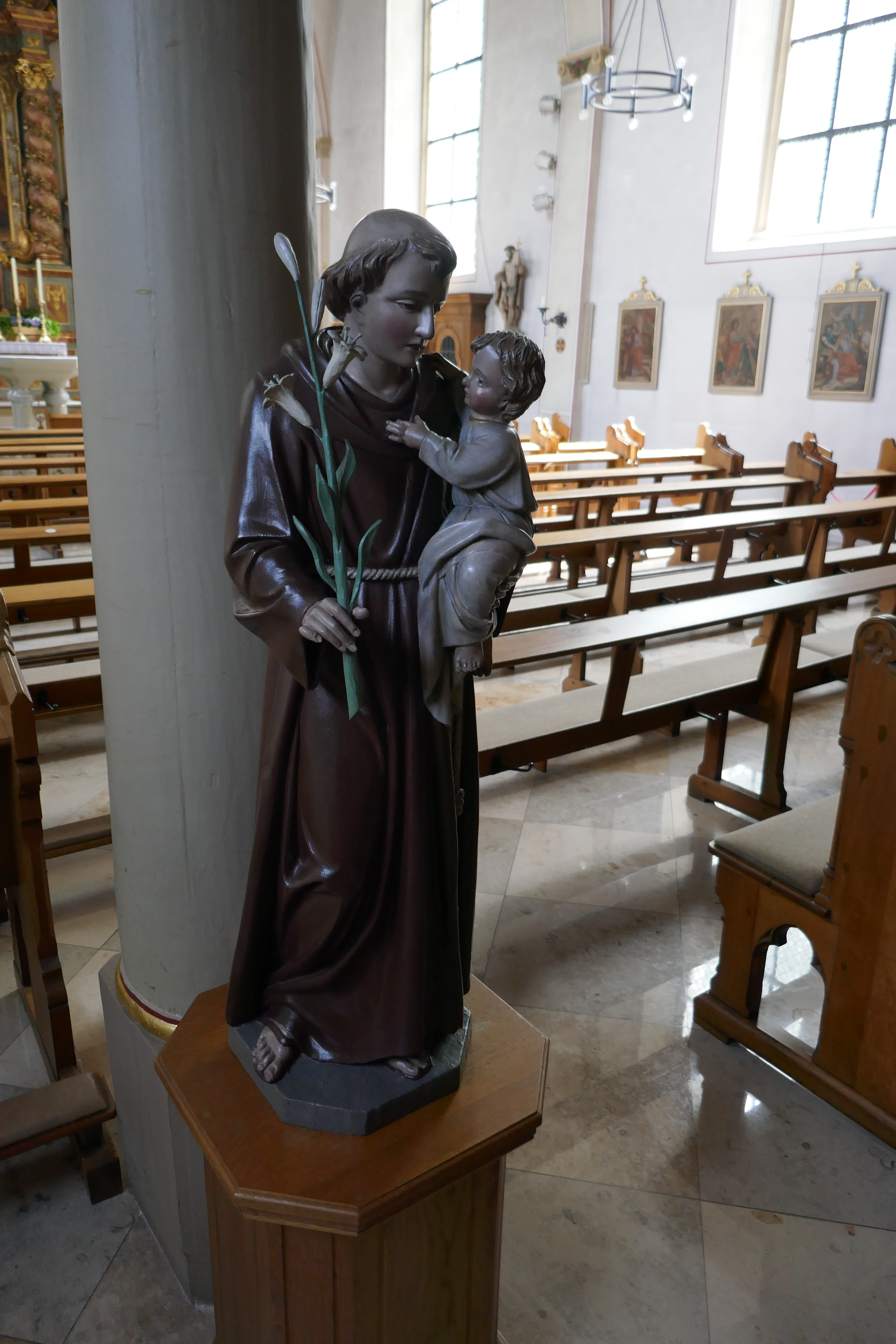
Statue Antonius von Padua
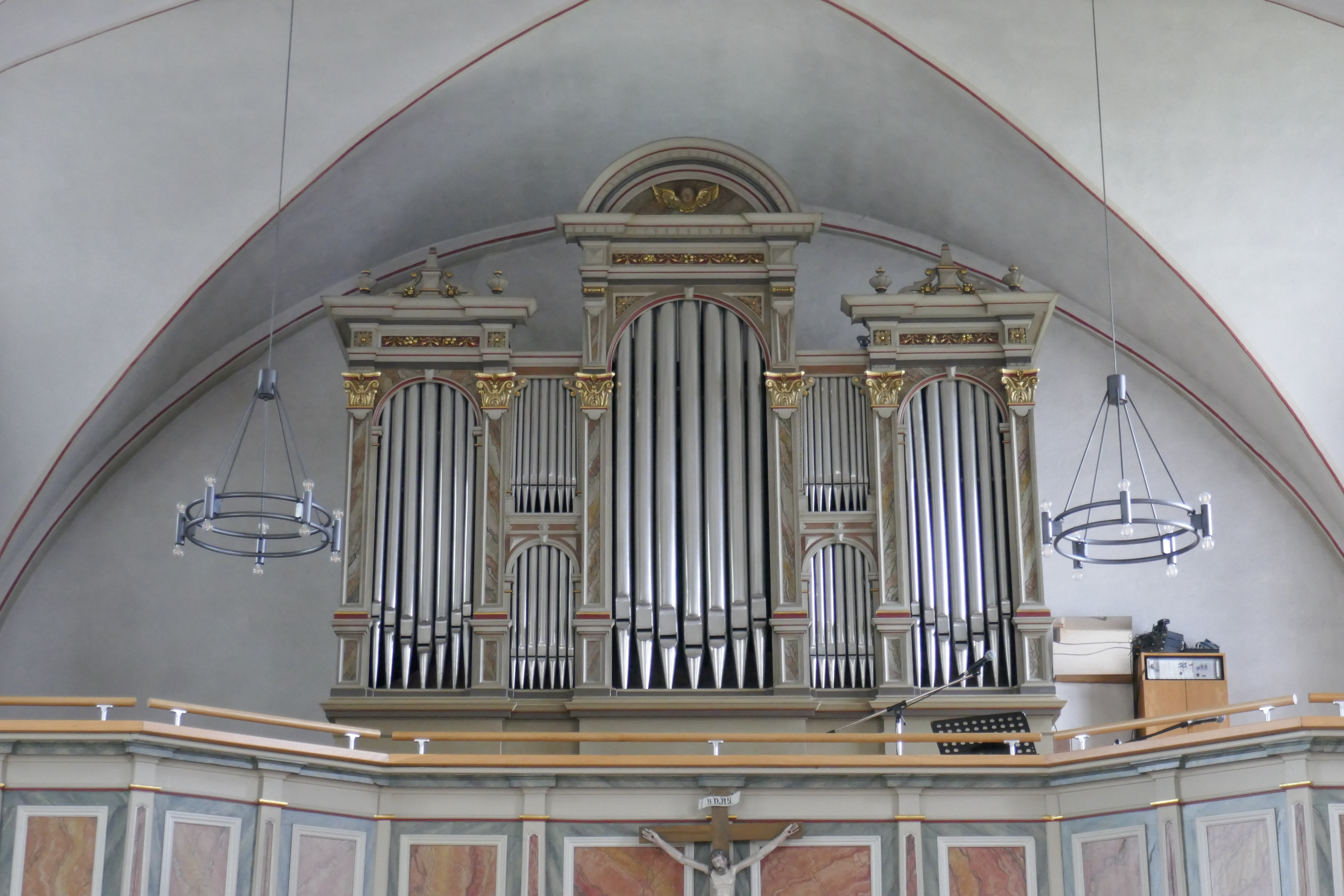
Orgel
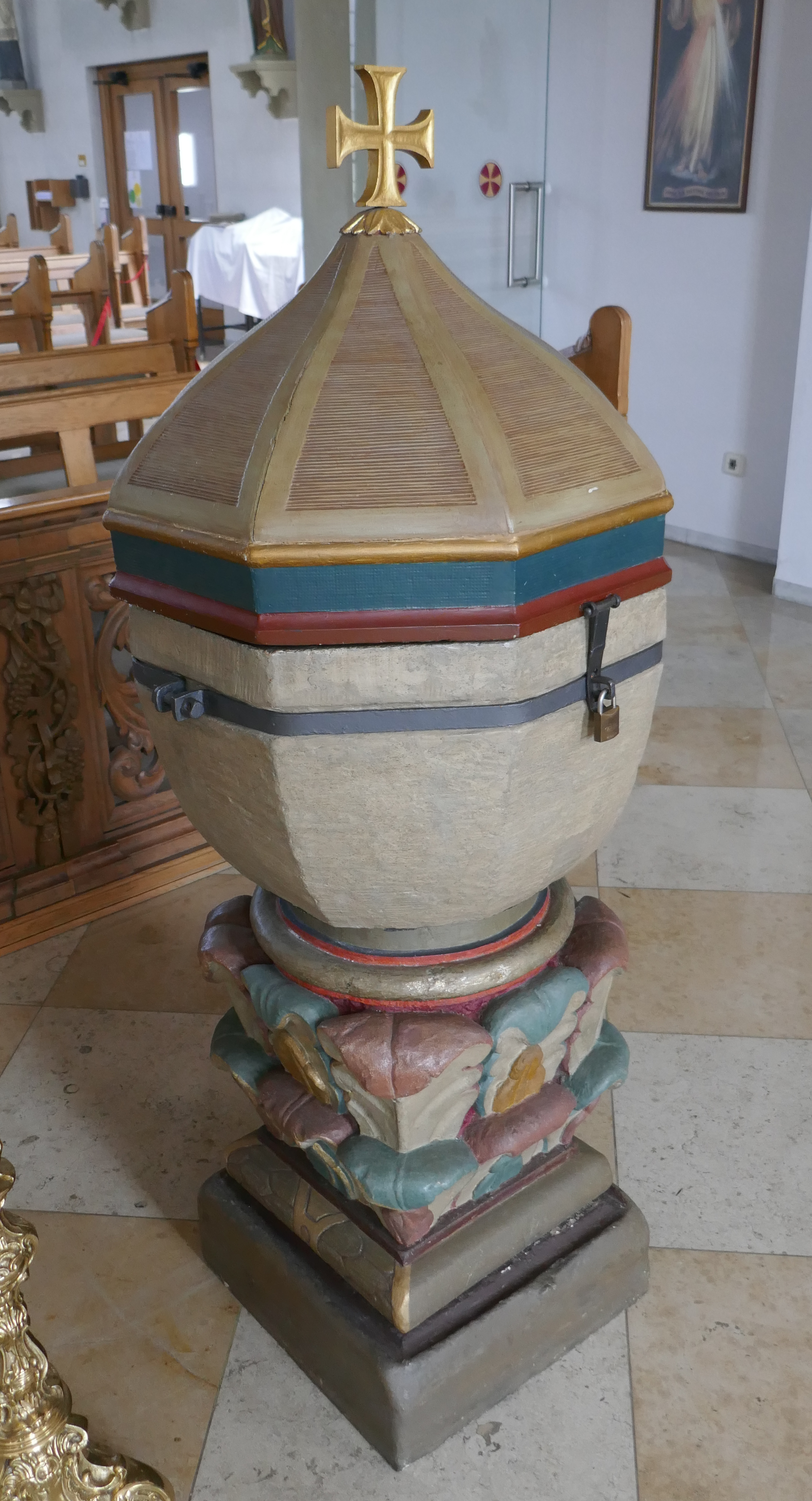
Taufstein
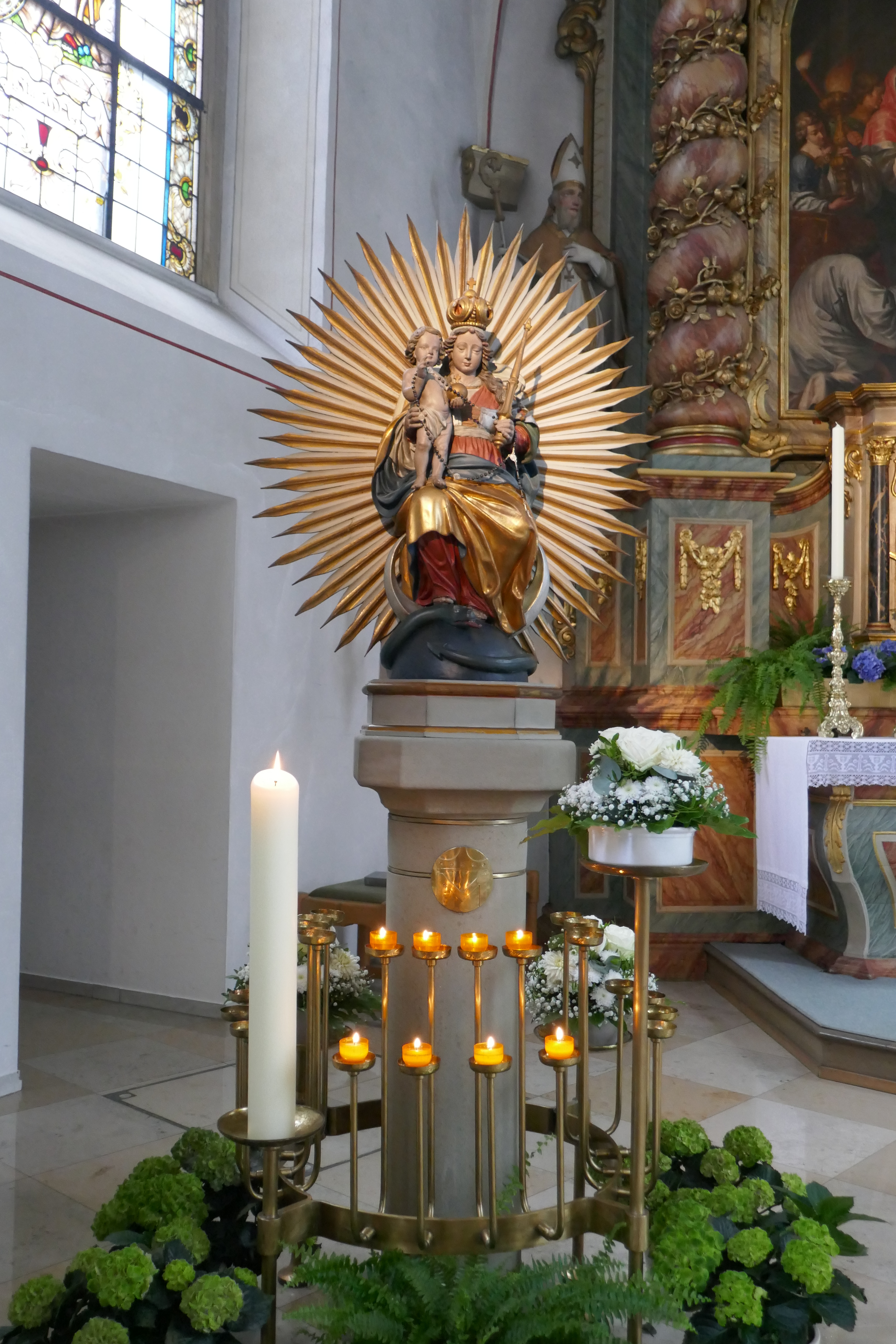
Strahlenmadonna
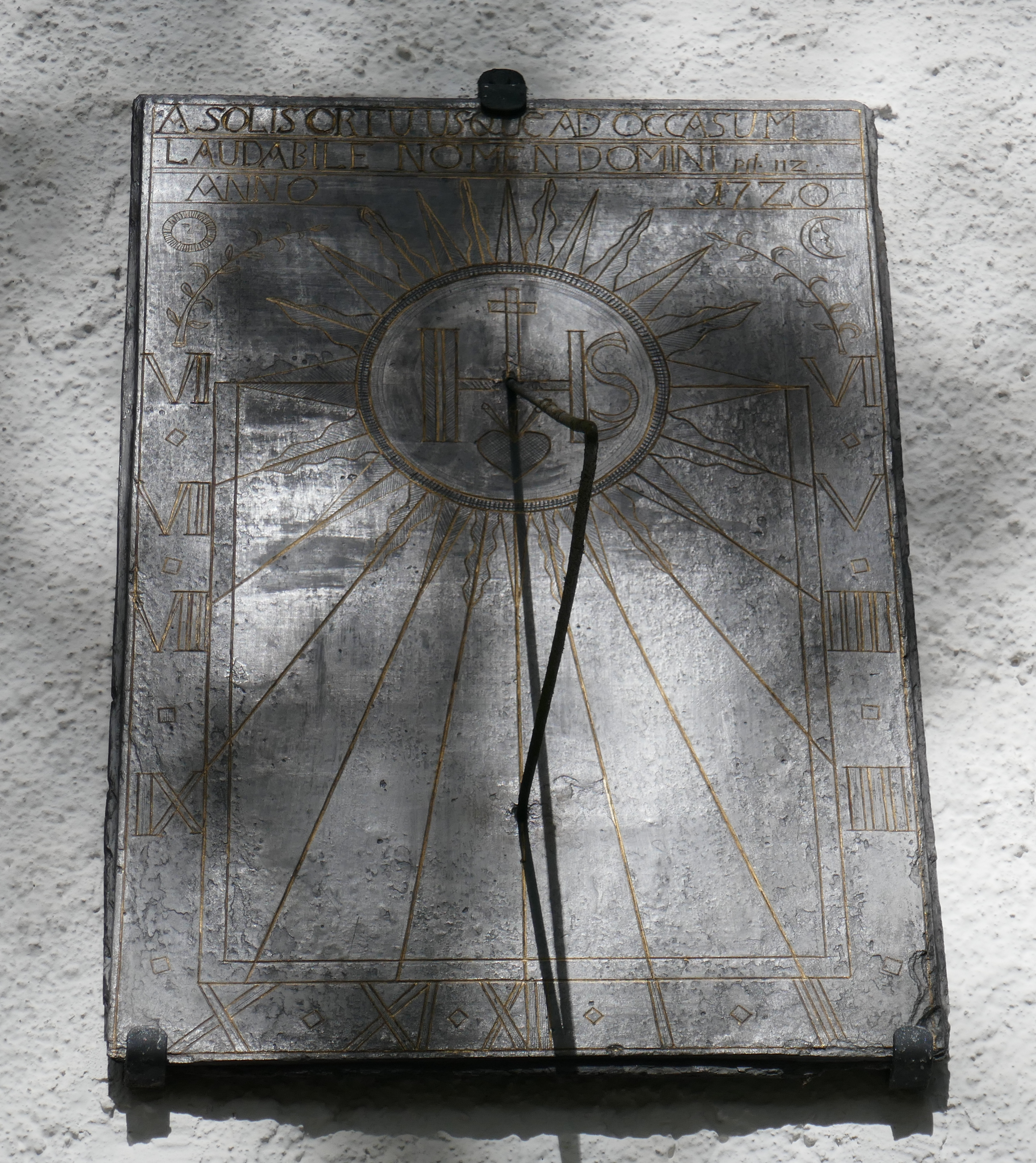
Sonnenuhr